# أكشن مع وليد
أكشن مع وليد هو برنامج رياضي سعودي يُقدمه الإعلامي السعودي وليد الفراج. يُعد البرنامج من برامج التوك شو ذات المحتوى الرياضي في السعودية، ويستضيف بشكلٍ متكرر صحفيين وإعلاميين رياضيين منهم: عادل التويجري وغرم العمري وجمال عارف وعادل الملحم وحامد البلوي ونزيه النصر والحكم الدولي الأسبق محمد فودة، ومن أبرز مواضيعه النقاشية الدوري السعودي، وكان اسمه سابقًا «أكشن يادوري».
يقوم البرنامج بخدمات تفاعلية مع الجمهور، ويستطيع المشاهد تغيير الحديث أو توجيه أسئلة مباشرة إلى الضيوف أو حتى توسيع النقاش في قضية معينة عبر إستفتاءات أو مشاركات متنوعة من تويتر، أو نقطة نظام وهي أن يسجل أي شخص من الجماهير ويطرح وجهة نظره أو سؤاله لأحد الضيوف. يذاع يوميا على قناة إم بي سي أكشن، بداية من الساعة 11 مساء توقيت مكة المكرمة ومدته 90 دقيقة.

## ضيوف دائمون للبرنامج
- محمد فودة[2]
- سمير عثمان[2]
- سلطان اللحياني[3]
- أحمد الفهيد[3]
- جمال عارف[4]
- ماجد الفهمي[5]
- محمد العنزي[6]
- محمد الشيخ[7]
- غرم العمري[8]
- طارق النوفل[9]
- خالد القحطاني[10]
- سامي الحريري[11]
- خالد السعود[12]
- محمد الدهش[13]
- حمد المنتشري
- عبد الله المسند [14]
- عماد السالمي [15]
- تركي الغامدي[16]
- فهد بارباع[17]

## العرض
يعرض يوميا الساعة 11 مساءً بتوقيت مكة المكرمة ويقدمه وليد الفراج وسلطان الغشيان.